# Sve u 7
Sve u 7 hrvatski je kviz u produkciji HRT-a koji potječe iz Nizozemske, a koji je s emitiranjem na prvom programu HRT-a započeo u rujnu 2011. Nastao je prema engleskomu izvorniku Risking It All (prvo prodan u Nizozemskoj pod imenom Succes Verzekerd - Uspjeh zagarantiran), a zamišljen je kao svojevrsni obrnuti Tko želi biti milijunaš?.

## Pravila kviza
U igri sudjeluje unaprijed odabran natjecatelj koji mora točno odgovoriti na ukupno sedam pitanja kako bi osvojio novčani iznos. Prvo pitanje ima tri ponuđena odgovora, drugo četiri, pa tako sve do sedmog pitanja koje ima ponuđeno devet odgovora. Svako pitanje ima samo jedan odgovor točan. Ako natjecatelj da pogrešan odgovor na bilo koje pitanje, igra se završava i natjecatelj ne osvaja ništa.
Svaki natjecatelj igru započinje s milijun kuna koje se onda gube korištenjem džokera: dijeli i preskoči. Svaki od ovih džokera se može iskoristiti na bilo kojem pitanju.

## Džokeri
Džoker "dijeli" se može koristiti najviše tri puta, pa tako natjecatelj može na pitanju čiji odgovor ne zna raspodijeliti iznos kojim u tom trenutku raspolaže na one odgovore za koje pretpostavlja da su točni. Mora raspodijeliti sav novac kojim raspolaže. Ako je odgovor na koji je stavio dio novca točan, taj iznos se onda prenosi na sljedeće pitanje. Ako novac nije stavljen na točan odgovor, igra je tada završena i natjecatelj ne osvaja ništa.
Džoker "preskoči" se može iskoristiti samo jednom, i njegovim korištenjem se ne mora odgovoriti na postavljeno pitanje, te natjecatelj gubi 50% dotad osvojenog iznosa. 

## Sezone
| Sezona | Emisija | Datum                              |
| ------ | ------- | ---------------------------------- |
| 1      | 72      | 20. rujna 2011. – 7. lipnja 2012.  |
| 2      | 38      | 16. rujna 2012. – 23. lipnja 2013. |

## Voditelj
Voditelj kviza u hrvatskoj verziji je Tarik Filipović.

## U Hrvatskoj
Maksimalan iznos od milijun kuna osvojio je Leonard Mlinarić 2012. godine.

### Kontroverze
U emisiji emitiranoj 17. ožujka 2013. točan odgovor na pitanje "Koji je od ponuđenih filmova najkraći jer traje samo 77 minuta?" bio je “Oklopnjača Potemkin”. Tog podatka nema u "Filmskom leksikonu" gdje su inače navedene dužine većine "klasičnih" filmova (pa i ostalih ponuđenih odgovora). Problem je otežavala i činjenica što mnogi stari filmovi imaju više kopija i verzija, pa je teško biti siguran koja je 'službena' pogotovo bez službenog izvora.